# Oliver Hudson
Oliver Rutledge Hudson (Los Angeles, 7 de setembro de 1976) é um ator norte-americano, filho da atriz Goldie Hawn e do músico Bill Hudson.
É irmão da atriz Kate Hudson e meio-irmão de Wyatt Russell, filho de Goldie com o ator Kurt Russell. Desde junho de 2006, Oliver é casado com a atriz Erinn Bartlett. Atuou na última temporada da série Dawson's Creek como "Eddie", namorado da protagonista "Joey", vivida por Katie Holmes.

## Biografia
Ele nasceu em Los Angeles, Califórnia, filho de Goldie Hawn e do músico Bill Hudson. Seus pais se divorciaram em 1980, ele e sua irmã, a atriz Kate Hudson, foram morar no Colorado, com sua mãe e o namorado dela, o ator Kurt Russell, Ele diz que considera Kurt Russell, como seu pai. Ele tem quatro meio-irmãos: Emily e Zachary, do casamento posterior de seu pai biológico com a atriz Cindy Williams; Lalania, de outro  relação de seu pai, de 2006, e Wyatt, da relação de sua mãe com Kurt Russell.
Ele é de ascendência húngara, italiana e judaica, e foi criado na religião judaica, parcialmente por sua avó materna. Ele também é primo da cantora Sarah Hudson.

## Carreira

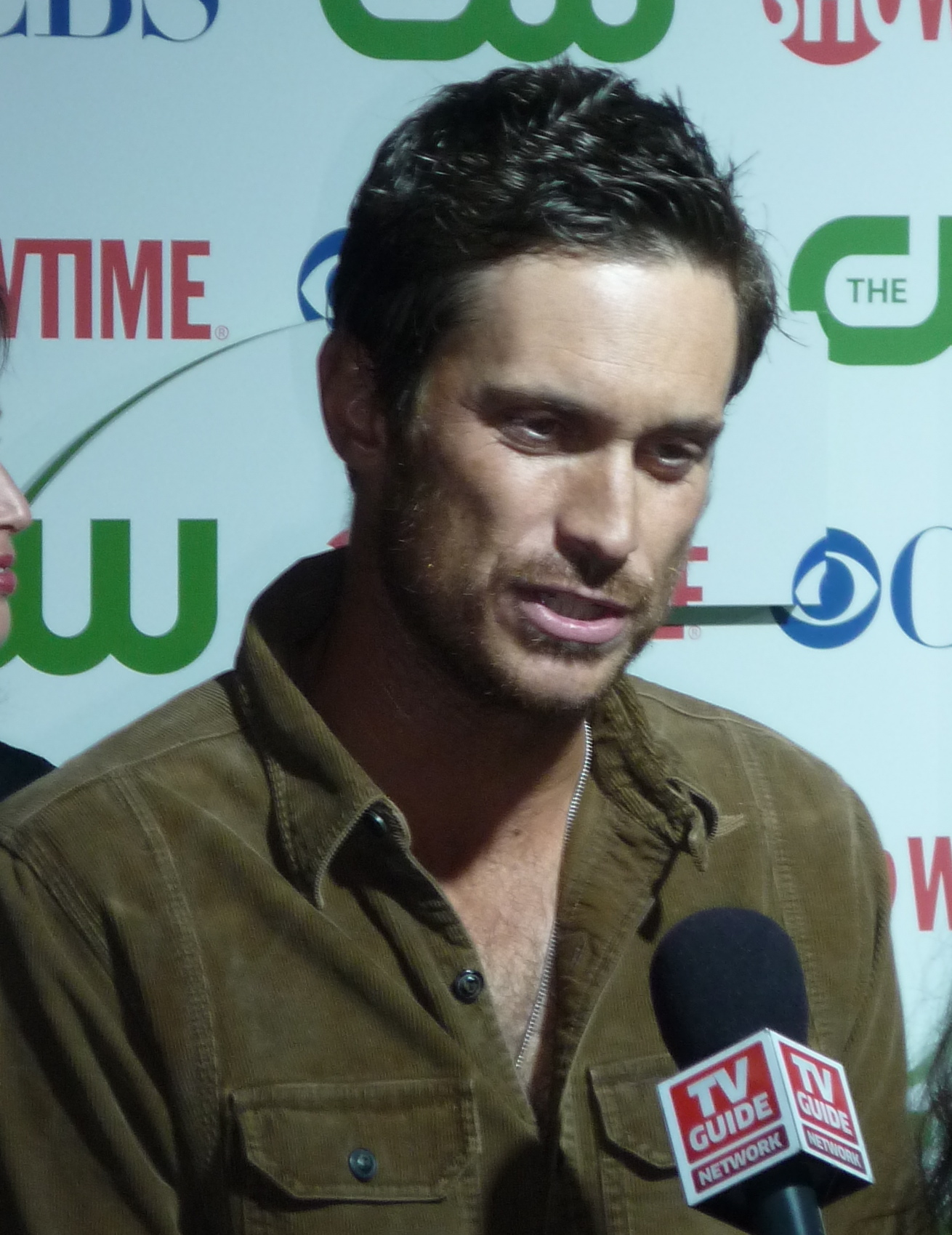
Hudson em 2010.

Ele é conhecido por interpretar Adam Rhodes em Rules of Engagement, Jace Darnell em My Guide to Becoming a Rock Star e David Carver Jr. em The Mountain, é em papéis secundários em filmes, como Josh em New Best Friend e Alan Clark em The Out-of-Towners. Ele também esteve em Dawson's Creek é no filme de terror, Black Christmas. Em 2008, esteve no filme Strange Wilderness.
Em 2013, Hudson foi escalado para o papel recorrente de Jeff Fordham para a segunda temporada da série de drama Nashville.
Em 2015, Hudson integra o elenco da série, Scream Queens, no qual ele interpreta Wes Gardner, pai de um membro do penhor da faculdade. Também em 2015, Hudson e sua irmã, Kate Hudson, lançaram a FL2, uma linha de roupas masculinas da Fabletics.

## Vida pessoal
Oliver é casado com a atriz Erinn Bartlett, em 9 de junho de 2006 no México. Eles têm três filhos, Wilder Brooks Hudson (nascido em 23 de agosto de 2007) e Bodhi Hawn Hudson (nascido em 19 de março de 2010), e uma filha, Rio Laura (nascida em julho de 2013).

## Filmografia

### Filmes
| Ano  | Título             | Papel               | Notas          |
| ---- | ------------------ | ------------------- | -------------- |
| 1999 | Kill the Man       | Revolucionário      |                |
| 1999 | The Out-of-Towners | Alan Clark          |                |
| 2000 | The Smokers        | David               |                |
| 2000 | Rocket's Red Glare | Hank Baker          |                |
| 2001 | Going Greek        | Ziegler             |                |
| 2002 | New Best Friend    | Josh                |                |
| 2003 | As Virgins Fall    | Corky Stevens       |                |
| 2005 | Mr. Dramatic       | Mr. Dramatic        | Curta-metragem |
| 2006 | The Breed          | John                |                |
| 2006 | Black Christmas    | Kyle Autry          |                |
| 2008 | Strange Wilderness | TJ / Animal Handler |                |
| 2013 | Grown Ups 2        | Kyle                |                |
| 2014 | Walk of Shame      | Kyle                |                |
| 2025 | Happy Gilmore 2    | Harley              |                |

### Televisão
| Ano           | Título                           | Papel                         | Notas                     |
| ------------- | -------------------------------- | ----------------------------- | ------------------------- |
| 2002          | My Guide to Becoming a Rock Star | Jace Darnell                  | 11 episódios              |
| 2002          | Dawson's Creek                   | Eddie Doling                  | 16 episódios (2002-2003)  |
| 2004          | The Mountain                     | David Carver Jr.              | 13 episódios (2004-2005)  |
| 2005          | I'm Still Here                   | Petr Ginz / Peter Feigl (voz) | Documentário              |
| 2006          | 10.5: Apocalypse                 | Will Malloy                   | Telefilme                 |
| 2007          | Carolina Moon                    | Cade Lavelle                  | Telefilme                 |
| 2007          | The Weekend                      | Julian                        | Telefilme                 |
| 2007          | Rules of Engagement              | Adam Rhodes                   | 100 episódios (2007-2013) |
| 2013          | Nashville                        | Jeff Fordham                  | 40 episódios (2013-2015)  |
| 2015          | Scream Queens                    | Weston "Wes" Gardner          | 15 episódios (2015-2016)  |
| 2016          | Journey Back to Christmas        | Jake                          | Telefilme                 |
| 2018-presente | Splitting Up Together            | Martin                        | Elenco Principal          |